# Leenaun
Leenaun of Leenane (spelling wisselt) (Iers: An Líonán) is een plaats in het Ierse graafschap Galway. Het dorp ligt aan de zuidoever van Killary Harbour aan de noordgrens van Connemara.
Het ligt zowat halverwege op het langeafstandswandelpad de Western Way, die loopt van Oughterard (Co. Galway) (Iers: Uachtar Ard) via Leenaun tot Lough Talt (Co. Mayo) in de Ox Mountains (Iers: Sliabh Gamh), nabij de grens met het graafschap Sligo (Iers: Sligeach), waar aansluiting op de Sligo Way mogelijk is.
Leenaun wordt vaak ook de toegangspoort tot Connemara genoemd. Het ligt op het kruispunt van wegen vanuit Maam, Clifden en Westport.

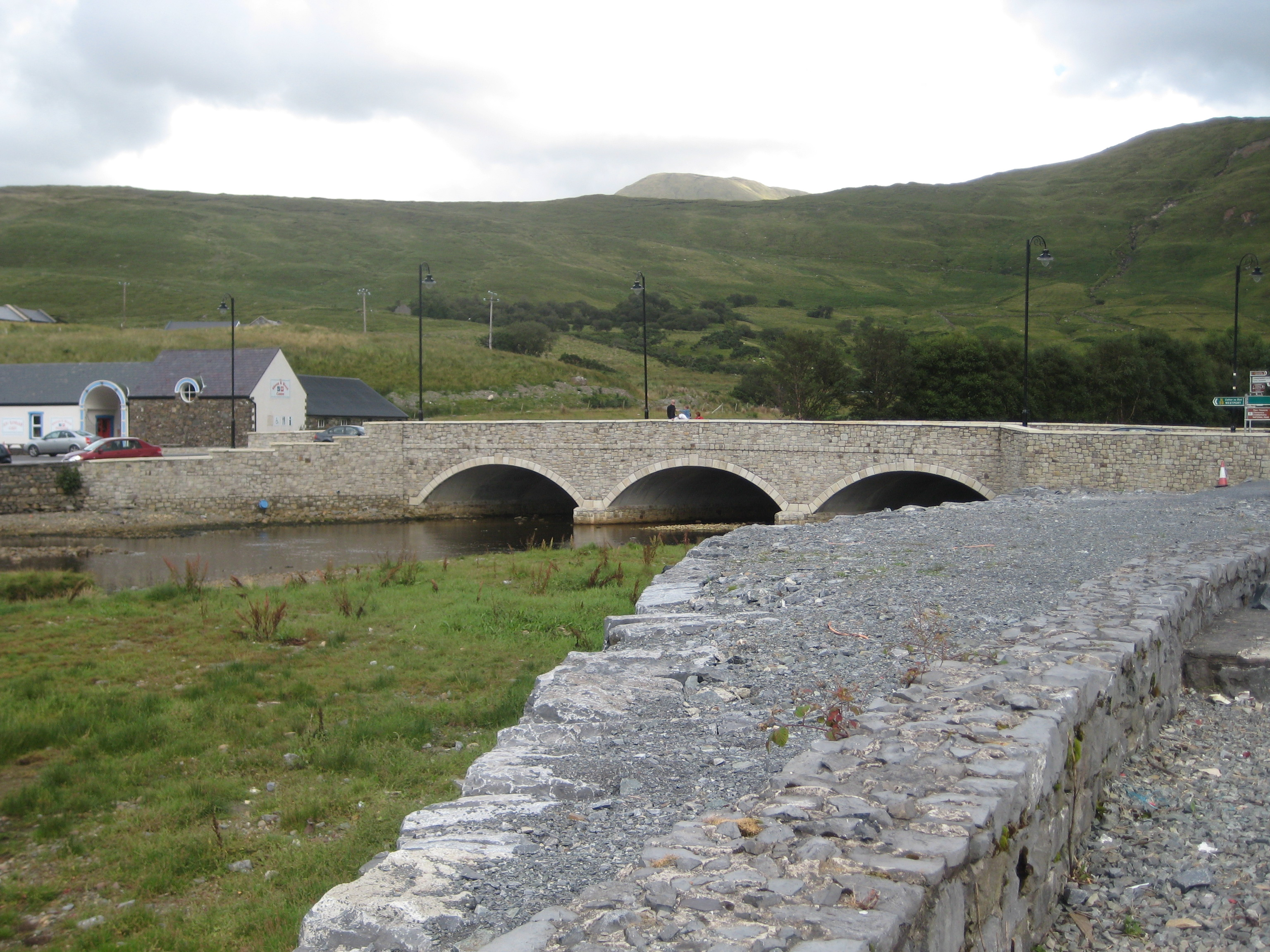
De nieuwe brug

Op 18 juli 2007, na een aanhoudende stortvloed, werd de enige brug door het dorp weggespoeld, zodat het in tweeën werd gesneden. De beroemde historische brug maakte deel uit van de drukke N59 en had er 182 jaar gestaan. Inmiddels is een nieuwe brug aangelegd.